# دبنی (آرکانزاس)
دبنی (به انگلیسی: Dabney) یک منطقهٔ مسکونی در ایالات متحده آمریکا است که در شهرستان ون بیورن، آرکانزاس واقع شده‌است. دبنی ۴۶۵٫۱۳ متر بالاتر از سطح دریا واقع شده‌است.